# USS Gregory (DD-802)
USS Gregory (DD-802) là một tàu khu trục lớp Fletcher được Hải quân Hoa Kỳ chế tạo trong Chiến tranh Thế giới thứ hai. Nó là chiếc tàu chiến thứ hai của Hải quân Mỹ được đặt theo tên Chuẩn đô đốc Francis H. Gregory (1780–1866), người tham gia các cuộc Chiến tranh 1812, Chiến tranh Mexico-Hoa Kỳ và cuộc Nội chiến Hoa Kỳ. Nó đã hoạt động cho đến hết Thế Chiến II, ngừng hoạt động một thời gian ngắn, rồi tái biên chế trở lại năm 1951 và tiếp tục phục vụ trong Chiến tranh Triều Tiên và sau đó cho đến khi xuất biên chế năm 1964. Con tàu bị đánh chìm như mục tiêu năm 1971. Gregory được tặng thưởng hai Ngôi sao Chiến trận do thành tích phục vụ trong Thế Chiến II, và thêm bốn Ngôi sao Chiến trận khác khi hoạt động tại Triều Tiên.

## Thiết kế và chế tạo
Gregory được đặt lườn tại xưởng tàu của hãng Todd-Pacific Ship Building Co. ở Tacoma, Washington vào ngày 13 tháng 8 năm 1943. Nó được hạ thủy vào ngày 8 tháng 5 năm 1944; được đỡ đầu bởi cô Ann McGuigan, con gái Đại tá Hải quân McGuigan, giám sát chế tạo của xưởng tàu; và nhập biên chế vào ngày 29 tháng 7 năm 1944 dưới quyền chỉ huy của Trung tá Hải quân Bruce McCandless.

## Lịch sử hoạt động

### 1944 – 1947
Sau khi chạy thử máy dọc theo vùng bờ Tây, Gregory lên đường cùng tàu khu trục Hull (DD-350) và đi đến Trân Châu Cảng vào ngày 23 tháng 10 năm 1944. Nó hoạt động tại chỗ trong hai tháng cho đến tháng 1 năm 1945, khi bắt đầu thực hành nhằm chuẩn bị cho chiến dịch đổ bộ lên Iwo Jima. Chiếc tàu khu trục khởi hành vào ngày 22 tháng 1, đi ngang qua Saipan và Eniwetok, và đi đến ngoài khơi Iwo Jima vào ngày đổ bộ 19 tháng 2. Trong một tháng tiếp theo, nó ở lại ngoài khơi hòn đảo, hầu như liên tục chịu đựng hỏa lực đối phương để bảo vệ cho các tàu vận chuyển và hỗ trợ hỏa lực cho lực lượng trên bờ. Rời Iwo Jima vào ngày 15 tháng 3, nó đi đến Saipan bốn ngày sau đó, chuẩn bị để tiếp tục tham gia chiến dịch đổ bộ lên Okinawa.

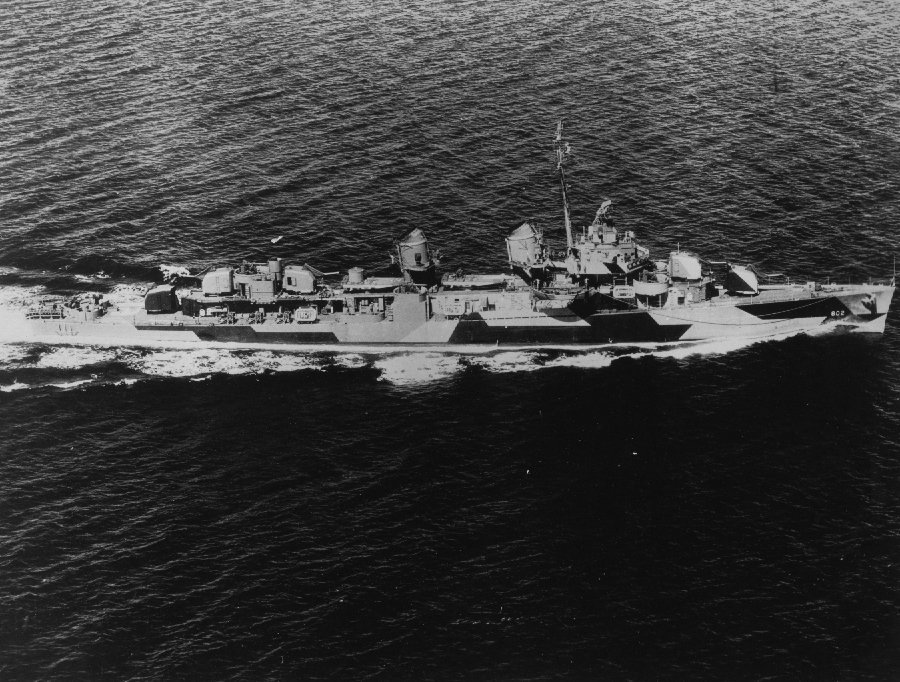
USS Gregory vào năm 1944.

Chiến dịch Downfall, cuộc đổ bộ cuối cùng trước khi trực tiếp đặt chân lên chính quốc Nhật Bản, là cuộc đổ bộ lớn nhất trong chiến tranh tại Thái Bình Dương, huy động hơn một ngàn tàu chiến và nửa triệu quân dưới quyền Đô đốc Raymond A. Spruance, Tư lệnh Đệ Ngũ hạm đội. Gregory khởi hành từ Saipan vào ngày 27 tháng 3, đi đến ngoài khơi Okinawa vào ngày 1 tháng 4, khi đợt Thủy quân Lục chiến đầu tiên đổ bộ lên hòn đảo. Đội đặc nhiệm 51.2 của nó dưới quyền Chuẩn đô đốc Jerauld Wright tiến hành một cuộc đổ bộ nghi binh tại bờ biển phía Đông Nam nhằm lôi kéo sự chú ý của quân Nhật khỏi cuộc đổ bộ chính dọc theo bờ biển phía Tây Okinawa. Sau khi hoàn tất nhiệm vụ, nó tiếp tục ở lại ngoài khơi Okinawa làm nhiệm vụ tuần tra và cột mốc radar canh phòng.
Xế trưa ngày 8 tháng 4, trinh sát viên của Gregory phát hiện ba máy bay Nhật Bản xuất hiện từ hướng mặt trời lặn, một chiến thuật được những máy bay Kamikaze tấn công cảm tử ưa thích. Chiếc dẫn đầu, cho dù đã bị hỏa lực phòng không từ chiếc tàu khu trục bắn trúng làm rơi những mảnh vỡ thân máy bay, vẫn đâm trúng Gregory bên mạn trái phía giữa tàu bên trên mực nước. Con tàu bị hỏng động cơ phía trước và ngập nước các phòng nồi hơi, bị giảm tốc độ. Hai chiếc Kamikaze còn lại tiếp tục tấn công nhưng bị hỏa lực phòng không của chính Gregory bắn rơi. Nó sau đó di chuyển đến nơi neo đậu Kerama Retto để sửa chữa tạm thời, và đến ngày 19 tháng 4 đã rời Okinawa, hộ tống tàu sân bay Intrepid (CV-11) quay trở về Trân Châu Cảng. Nó tiếp tục hành trình đi San Diego để được sửa chữa, đến nơi vào ngày 18 tháng 5.
Đang khi Gregory được đại tu, Nhật Bản đầu hàng kết thúc cuộc xung đột, và con tàu được đưa về lực lượng dự bị, neo đậu tại San Diego. Nó được cho xuất biên chế vào ngày 15 tháng 1 năm 1947.

### 1951 – 1964
Sau khi Chiến tranh Triều Tiên nổ ra khiến Hải quân Hoa Kỳ thiếu hụt số tàu chiến hoạt động, Gregory được cho nhập biên chế trở lại vào ngày 27 tháng 4, 1951 dưới quyền chỉ huy của Trung tá Hải quân H. C. Lank. Lên đường đi sang Viễn Đông ngang qua Trân Châu Cảng và Midway, nó đi đến Yokosuka, Nhật Bản vào ngày 16 tháng 8, và lập tức làm nhiệm vụ tuần tra dọc theo bờ biển bán đảo Triều Tiên. Nhiệm vụ chính của nó là hộ tống bảo vệ các tàu sân bay thuộc Lực lượng Đặc nhiệm 77 trực thuộc Đệ Thất hạm đội, như Essex (CV-9) và Boxer (CV-21), khi chúng không kích các vị trí và tuyến đường liên lạc của lực lượng Bắc Triều Tiên; nhưng cũng tham gia phong tỏa bờ biển và bắn phá dọc bờ biển Triều Tiên.
Gregory cũng được điều động tham gia các cuộc tuần tra tại eo biển Đài Loan, ngăn ngừa lực lượng Trung Cộng tấn công chính phủ Đài Loan vốn được Hoa Kỳ hậu thuẫn. Nó từng chịu đựng hỏa lực của các khẩu đội pháo bờ biển của lực lượng Giải phóng quân Nhân dân Trung Quốc. Trong một nhiệm vụ tìm kiếm giải cứu một máy bay tuần tra chống tàu ngầm P-2 Neptune bị rơi vào ngày 19 tháng 1, 1953, nó tiến đến gần đảo Nam Áo ở khoảng cách 8.000 yd (7,3 km); hòn đảo thuộc Sán Đầu, Quảng Đông này vừa rơi vào tay lực lượng cộng sản vào ngày 3 tháng 3, 1950. Cho dù bị nhiều khẩu pháo nhắm bắn, chiếc tàu khu trục đã không bắn trả nhưng rời khỏi khu vực, tiếp tục hoạt động tìm kiếm giải cứu.
Sau khi đạt được thỏa thuận ngừng bắn tại Triều Tiên vào tháng 8, 1953, trong những năm tiếp theo Gregory quay trở lại hoạt động thường lệ ngoài khơi San Diego xen kẻ với những lượt được bố trí sang Viễn Đông, thường kéo dài khoảng 6 tháng. Những đợt hoạt động này đưa con tàu đến Yokosuka, Sasebo, Hong Kong, Bangkok, Sydney, Okinawa, Philippines và Đài Loan, tham gia các đợt cơ động huấn luyện cùng các tàu chiến Hoa Kỳ và hải quân các nước khác. Vào mùa Thu năm 1958, nó trải qua hai tháng rưỡi hoạt động tuần tra vào lúc căng thẳng gia tăng ngoài khơi bờ biển Trung Quốc trong vụ Khủng hoảng eo biển Đài Loan, khi lực lượng Trung Cộng nả pháo xuống quần đảo Mã Tổ và Kim Môn còn do lực lượng Trung Hoa dân quốc kiểm soát.
Gregory lại được cho xuất biên chế tại San Diego vào ngày 1 tháng 2, 1964 và đưa về lực lượng dự bị. Tên nó được cho rút khỏi danh sách Đăng bạ Hải quân vào ngày 1 tháng 5, 1966, được đổi tên thành Indoctrinator, và phục vụ như một tàu huấn luyện cố định tại SanDiego từ ngày 20 tháng 5, 1966 đến ngày 8 tháng 1, 1971. Cuối cùng nó phục vụ như một mục tiêu thực hành, và đắm tại đảo San Clemente, Nam California vào ngày 4 tháng 3, 1971.

## Phần thưởng
Gregory được tặng thưởng hai Ngôi sao Chiến trận do thành tích phục vụ trong Thế Chiến II, và thêm bốn Ngôi sao Chiến trận khác khi hoạt động tại Triều Tiên.